# Церква Кінчао
Церква Кінчао — храм у селі Кінчао, провінція Чилое, регіон Лос-Лагос, Чилі, національна пам'ятка країни, об'єкт Всесвітньої спадщини ЮНЕСКО (як Церкви на островах Чилое).

## Історія будівництва
Церква була засновано в 1605 році. У 1906 році зовнішні коридори церкви були ліквідовані. У 1993 році була проведена реставрація церкви. Будівництво церкви в тому вигляді, в якому вона була спочатку, завершилося в 1880 році. Згодом церква зазнала низку реставрацій, зокрема в 1906, 1960, 1993 роках і востаннє у 2010 році. Ця церква та церква Санта-Марія-де-Лорето, Ачао є єдиними церквами, які залишилися від тих, що були побудовані єзуїтами.

## Особливості архітектури
Церква є однією з головних зупинок паломницького шляху в Чилое. Церква має передню еспланаду, яка служить просторим атріумом. Він проходить паралельно морю, приблизно в одному кварталі від узбережжя. Церква має розмір 52,8 метра в довжину і 18,4 метра в ширину. Висота вежі досягає 18,3 метра.

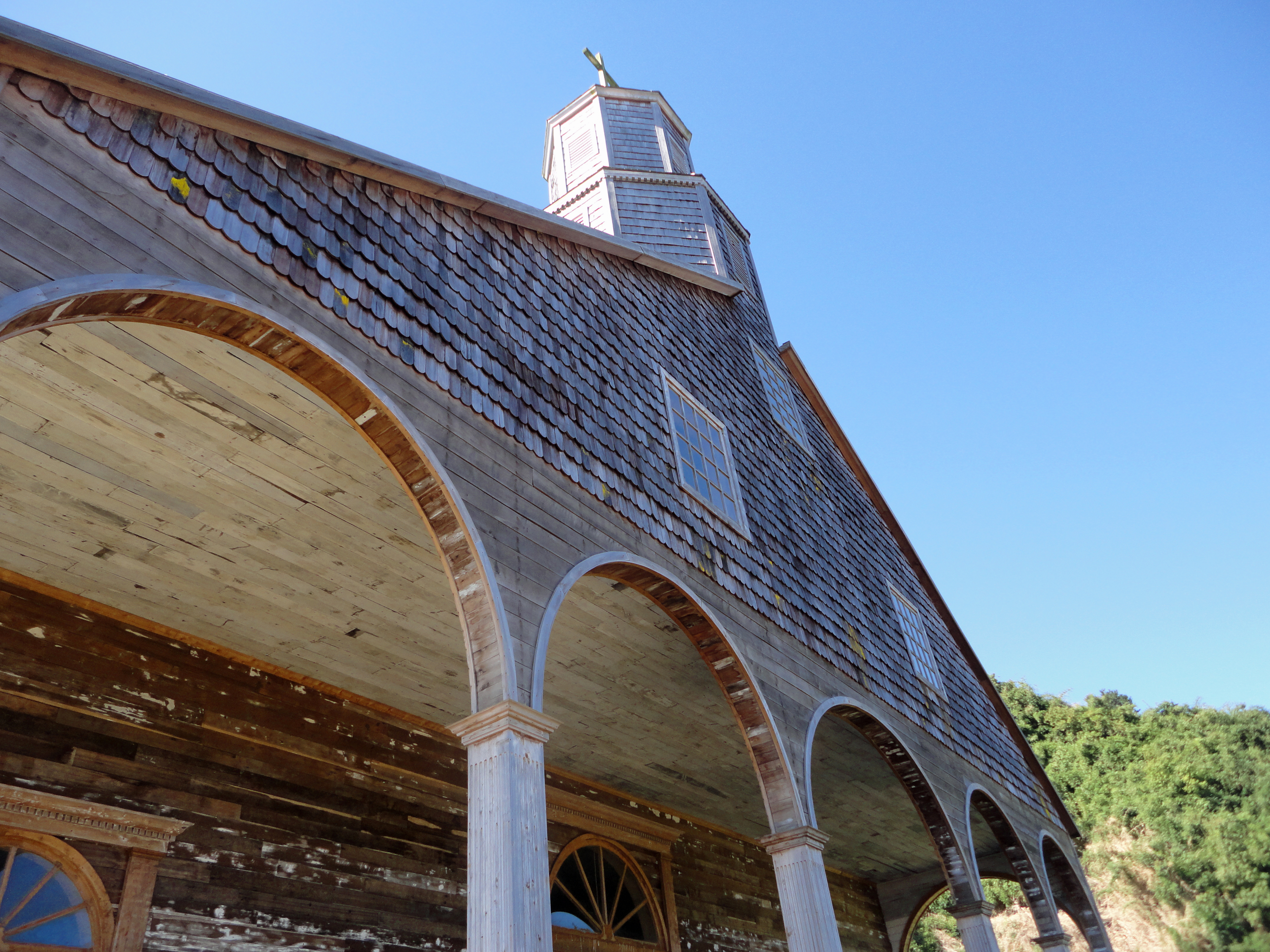
Іглесія-Кінчао

Покровителькою храму є Пресвята Богородиця, яку вшановують 8 грудня. Сотні людей збираються в село Кінчао і беруть участь у фестивалі Пресвятої Богородиці, одному з найважливіших релігійних свят на архіпелазі Чилое. Це головне релігійне свято на архіпелазі після свята Ісуса з Назарету в Кагуачі.
Церква побудована з деревини койгу, ульми та кипариса. Під час реставрації використали значно більше деревини модрини. Реставрація проходила в 1995—1997 роках. У 2006 році було зроблено значні інвестиції для подальшої реставрації.

## Реконструкція
Церкву закрили у 2006 році. Була небезпека повної руйнації. Це перша серед церков Чилое, яку було повністю відреставровано. Реставрація включала закладку бетонної основи, встановлення балки з деревини койгу та нової конструкції дерев'яної підлоги. Понад 80 % структурно важливої деревини довелося змінити, але 95 % існуючої деревини було використано повторно. Встановлено 90 тис. модринових черепиць.
У 2012 році громада Церкви отримали нагороду за збереження церкви за два етапи реставрації, які відбулися у 2007—2008 та 2009—2010 роках. Патрісія Мондака була головним архітектором проєкту.